# Deadly Little Christmas
Deadly Little Christmas é um filme de terror dirigido por Novin Shakiba e escrito por by Jeremiah Campbell.

## Sinopse
No dia de Natal, um jovem chamado Devin Merriman é institucionalizado após ser encontrado coberto de sangue e segurando uma faca, o que aparentou te assassinado seu pai e a governanta depois de vê-los fazendo sexo. Quinze anos depois, Devin escapa, e usa uma máscara vermelha para cometer uma série de assassinatos aleatórios, tendo dois adolescentes, um idoso e um par de policiais como vítimas.
Depois da noite de véspera de Natal liderado pelas irmãs de Devin, Taylor e Noel, Devin é levado ao centro comunitário e Noel encontra seu namorado Steve morto. Na manhã seguinte, as irmãs Merriman recebem um telefonema de sua mãe, que exige que elas venham ao centro comunitário. Preocupados com o comportamento estranho de sua mãe, as meninas chamam a polícia antes de irem.
Chegando ao centro comunitário, o detetive Hughes é confrontado e esfaqueado pela histéria Sra. Merriman. Quando Taylor e Noel chegam, eles encontram os corpos de todas as vítimas sentados em uma mesa parodiada de A Última Ceia e, sua mãe e Devin, afirmaram que a Sra. Merriman  é a assassina do seu pai e de todas as vítimas que ali foram encontradas, afirmando que ele era um misandrist, pessoa que odeia ou não gosta de homens e mulheres, e foi morto por isso. As meninas recusam-se a acreditar em Devin, até que elas percebem o sangue cobrindo os braços de sua mãe.
Quando a Sra. Merriman puxa uma faca, Devin desarma, mas ela consegue pegar a arma que o detetive Hughes deixou cair. Todos ali estão em perigo, pois a Sra. Merriman pode atear fogo nas irmãs, mas Taylor tenta desarmá-la e atira na cabeça dela.

## Elenco
- Barbara Jean Barrielle como Margaret
- Charlotte Barrielle como Taylor jovem
- Anthony Campanello como Steve
- Eric Ficsher como Hughes, o detetive
- Manuel A. Raiz Garcia como um ordenado
- Noa Geller como Inga
- Leah Grimsson como Noel Merriman
- Patrick Heng como o ordenado morto
- Samuel Nathan Hoffmire como Devin Merriman
- Kaypri como Nurse
- Grant Keledjian como Zack
- Monique La Bar como Taylor Merriman
- Alan Morataya como Joel
- Jay Moreno como Tom, o agente de segurança
- Douglas Myers como Sr. Merriman
- Lynne Newton como Sr. Quinn
- Felissa Rosse como Mary Merriman
- Jed Rowen como Harold, o agente de segurança
- Scarlet Shae como Noel jovem
- Shane Carter Thomas como Devin jovem
- Emery Wheeler como jogador

## Críticas
Deadly Little Christmas foi recebido com desdém generalizado pelos críticos, que se queixaram sobre as performances pobres, onde arrastaram o enredo, a cinematografia e o enredo à fraca sinopse.